# Сен-Мену
Сен-Мену́ (фр. Saint-Menoux) — коммуна во Франции, находится в регионе Овернь. Департамент коммуны — Алье. Входит в состав кантона Сувиньи. Округ коммуны — Мулен.
Код INSEE коммуны — 03247.

## Население
Население коммуны на 2008 год составляло 979 человек.
| 1962 | 1968 | 1975 | 1982 | 1990 | 1999 | 2008 |
| ---- | ---- | ---- | ---- | ---- | ---- | ---- |
| 854  | 901  | 787  | 929  | 986  | 940  | 979  |

## Экономика
В 2007 году среди 595 человек в трудоспособном возрасте (15—64 лет) 442 были экономически активными, 153 — неактивными (показатель активности — 74,3 %, в 1999 году было 69,2 %). Из 442 активных работали 399 человек (209 мужчин и 190 женщин), безработных было 43 (22 мужчины и 21 женщина). Среди 153 неактивных 32 человека были учениками или студентами, 67 — пенсионерами, 54 были неактивными по другим причинам.

## Достопримечательности
- Романская церковь Сен-Мену (XII век). Ранее была частью бенедиктинского монастыря.
- Дом Добродетельных кардиналов. Исторический памятник с 2000 года.
- Замок Суи. Исторический памятник с 1952 года.

## Фотогалерея
- Мэрия
- Церковь Сен-Мену
- Дом Добродетельных кардиналов